# Tamara Czelakowska
Tamara Czelakowska, po mężu Sypniewska (ur. 3 października 1962 w Lubaczowie) – polska koszykarka grająca na pozycji niskiej skrzydłowej, reprezentantka kraju.

## Osiągnięcia

### Drużynowe
- Mistrzyni Polski (1984, 1985, 1988)
- Wicemistrzyni Polski (1983, 1987)
- Brązowa medalistka mistrzostw Polski (1982)
- Zdobywczyni pucharu Polski (1984)

### Reprezentacja
- Uczestniczka kwalifikacji do igrzysk olimpijskich (1988)